# Madagascar (franquia)
Madagascar é uma franquia de animação digital produzido pela DreamWorks Animation. As vozes de Ben Stiller, Chris Rock, David Schwimmer e Jada Pinkett Smith são apresentadas nos filmes.
O trama global através da série segue as aventuras de quatro animais do zoológico do Central Park, que passaram as suas vidas em cativeiro feliz e inesperadamente são enviados de volta para a África. Agora eles devem lutar para sobreviver durante a tentativa de retornar a Nova York com a ajuda de um núcleo astucioso de pingüins.
A série já arrecadou mais de US $ 1,8 bilhão, tornando-se a 18º maior bilheteria de todos os tempos, a franquia de maior bilheteria de animação (atrás de Shrek, Ice Age, e Toy Story), e a franquia de maior bilheteria segundo a DreamWorks que também gostava de constante melhoria crítica com o filme da série primária.

## Série de filmes

### Madagascar(2005)
Madagascar é um filme de animação gráfica norte-americano lançado em 2005. é o primeiro filme da série. O filme teve tanto sucesso que acabou gerando duas sequências: Madagascar: Escape 2 Africa e Madagascar 3: Europe's Most Wanted . O filme foi dirigido por Eric Darnell e Tom McGrath, e produzido pela DreamWorks Animation SKG.

### Madagascar: Escape 2 Africa(2008)
Madagascar 2: Escape to Africa é um filme norte-americano de 2008, continuação do filme de 2005, Madagascar, e sua estreia nos cinemas dos Estados Unidos ocorreu no dia 8 de dezembro de 2008. Em Portugal, o filme estreou dia 27 de novembro de 2008 e, no Brasil, a estreia ocorreu no dia 12 de dezembro de 2008.

### Madagascar 3: Europe's Most Wanted(2012)
Madagascar 3: Europe's Most Wanted é um filme de animação americano de 2012, o terceiro da série Madagascar, e o primeiro a ser lançado em 3-D. Produzido pela DreamWorks Animation, tem como protagonistas os heróis dos outros dois filmes, Alex, o leão, Marty, a zebra, Melman, a girafa, e Glória, o hipopótamo. Estreou dia 8 de Junho nos Estados Unidos da América, 15 de Junho no Brasil e 26 de Julho em Portugal. O filme tem três diretores: além de Eric Darnell e Tom McGrath, responsáveis pelos dois primeiros filmes, Conrad Vernon também assina a direção.

### Madagascar 4 (Cancelado)
CEO da Dreamworks Animation Jeffrey Katzenberg afirmou que é provável que haja um quarto capítulo da franquia. No entanto, em junho de 2012, o chefe da DreamWorks Animation do marketing mundial, Anne Globe, disse: "É muito cedo para dizer. Não tem havido muita discussão sobre isso ". Eric Darnell, que co-dirigiu os três filmes, disse que há possibilidade de um quarto filme:" Duas coisas têm que acontecer, uma delas é que o mundo tem que querer Madagascar 4, porque se ele não querer, não importa o que fazemos. E a outra coisa é que mesmo que o mundo queira Madagascar 4, temos que ter a certeza de que teremos uma ideia que é incrível, que é grande, que é inesperada. Se o público quer e nós temos uma grande idéia, vamos ver ... talvez".

### Penguins of Madagascar
O filme diretamente em vídeo com os pinguins tinham sido nas obras desde 2005, quando o primeiro filme Madagascar tinha sido lançado, com uma data de lançamento prevista para 2009. Em março de 2011, foi anunciado que os personagens pinguins fariam ser dado o seu filme próprio, semelhante ao filme de 2011 "Gato de Botas" que será dirigido por Simon J. Smith, co-diretor de "Bee Movie", produzido por Lara Breay, e escrito por Alan J. Schoolcraft, e Brent Simons os roteiristas do filme da DreamWorks "Megamind".  Em julho de 2012, na Comic-Con, foi anunciado que o filme, intitulado The Penguins of Madagascar, está agendado para ser lançado em 2015. Robert Schooley, um dos os produtores da série de pinguins, disse que o filme vai estar relacionado com a série de TV com o mesmo nome, mas ele disse que poderia sempre mudar. Em setembro de 2012, a 20th Century Fox e DreamWorks Animation anunciou a data de lançamento para 27 de março de 2015, e um novo par de escritores, Michael Colton e John Aboud.
| Filme                     | Data de lançamento     | Diretor(es)                               | Roteirista(s)                                          | Produtor(es)                |
| ------------------------- | ---------------------- | ----------------------------------------- | ------------------------------------------------------ | --------------------------- |
| Madagascar                | 27 de maio de 2005     | Tom McGrath e Eric Darnell                | Tom McGrath, Mark Burton, Eric Darnell e Billy Frolick | Mireille Soria              |
| Madagascar 2              | 07 de novembro de 2008 | Tom McGrath e Eric Darnell                | Etan Cohen, Tom McGrath e Eric Darnell                 | Mark Swift e Mireille Soria |
| Madagascar 3              | 08 de junho de 2012    | Tom McGrath, Eric Darnell e Conrad Vernon | Eric Darnell e Noah Baumbach                           | Mark Swift e Mireille Soria |
| Os Pinguins de Madagascar | 26 de novembro de 2014 | Eric Darnell e Simon J. Smith             | John Aboud, Brandon Sawyer e Michael Colton            | Mark Swift e Lara Breay     |

## Séries de TV

### The Penguins of Madagascar
The Penguins of Madagascar é uma série americana em CG produzida pela Nickelodeon Animation Studios em associação com a DreamWorks Animation SKG, A Série é exibida pelo canal de televisão Nickelodeon, estrelando os pinguins do filme Madagascar. O episódio piloto "Pânico da Pipoca" foi exibido em 5 de junho de 2009 na emissora. A série se passa depois dos acontecimentos de Madagascar 2 - A Grande Escapada. Estão programados 26 episódios para a 1º temporada e mais 26 episódios para 2º temporada. A série obteve 6,1 milhões de espectadores em sua estreia nos EUA. No Brasil, a série é exibida pela Nickelodeon e estreia em 5 de Abril de 2010 na TV Globinho, na Rede Globo. Em Portugal, a série é exibida pelo Nickelodeon e pela SIC no programa LOL@SIC.

### All Hail King Julien
All Hail Rei Julien é uma série de televisão estrelada pelo lêmure Rei Julien da franquia Madagascar, que acontece em Madagáscar, antes dos eventos do primeiro filme. A série estreou em 19 de dezembro de 2014, no Netflix, quando os primeiros cinco episódios de 22 minutos foram libertados. Em Portugal estreou no Canal Panda.

### All Hail King Julien:Exiled
All Hail King Julien:Exiled é uma série de serviço de streaming estrelada pelo lêmure Rei Julien da franquia Madagascar, que acontece em Madagáscar, antes dos eventos do primeiro filme. Dessa vez os acontecimentos ocorrem entre a 4ª e 5ª temporada de All Hail King Julien. A série estreou em 12 de maio de 2017 na Netflix, e contou com apenas uma temporada.

### Madagascar: A Little Wild
Madagascar: A Little Wild é uma série de serviço de streaming, estrelada pelos personagens centrais de Madagascar, porém, em versão infantil.
A série foi lançada em 7 de setembro de 2020 através do serviço de streaming Hulu da Disney.

## Curtas metragens

### The Madagascar Penguins in a Christmas Caper(2005)
The Madagascar Penguins in a Christmas Caper é um curta metragem que acontece antes dos eventos do filme Madagascar. Estreou nos cinemas em 7 de outubro de 2005, com o filme de stop-motion, "Wallace & Gromit: The Curse of the Were-Rabbit". O curta foi dirigido pelo veterano de animação Gary Trousdale, produzido por Teresa Cheng, e escrito por Michael Lachance. Estreado na véspera de Natal, o filme de 12 minutos apresenta quatro pingüins do Zoo Central Park, que descobrem que um deles desapareceu.

### Merry Madagascar(2009)
Merry Madagascar é um curta-metragem norte-americana computorizada, produzida pela DreamWorks Animation, com uma duração aproximada de 25 minutos. A história parece ocorre em algum momento entre o primeiro filme e o segundo. Esta curta-metragem relata o Natal de Alex o leão, Marty a zebra, Melman a girafa e Glória o hipopótamo na ilha de Madagáscar. Supõe-se que os acontecimentos desta curta-metragem se deram antes do filme Madagáscar 2, pois nele as personagens viajam até África, enquanto aqui, continuam na ilha.

### Madly Madagascar(2013)
Madly Madagascar é um curta-metragem norte-americana computorizada, produzida pela DreamWorks Animation. É um curta-metragem especial de Dia dos Namorados que foi lançado em DVD em 29 de janeiro de 2013.

## Elenco
| Personagens    | Filmes                      | Filmes                                                     | Filmes                 | Curtas metragens                                 | Especiais              | Séries de TV              |
| Personagens    | Madagascar                  | Madagascar 2                                               | Madagascar 3           | Os Pinguins de Madagascar em uma Missão de Natal | Feliz Natal Madagascar | Os Pinguins de Madagascar |
| -------------- | --------------------------- | ---------------------------------------------------------- | ---------------------- | ------------------------------------------------ | ---------------------- | ------------------------- |
| Alex           | Ben Stiller                 | Ben Stiller Quinn Dempsey Stiller & Declan Swift (criança) | Ben Stiller            | Cameo silencioso                                 | Ben Stiller            | Wally Wingert             |
| Marty          | Chris Rock                  | Chris Rock Thomas Stanley (criança)                        | Chris Rock             | Cameo silencioso                                 | Chris Rock             |                           |
| Melman         | David Schwimmer             | David Schwimmer Zachary Gordon (criança)                   | David Schwimmer        | Cameo silencioso                                 | David Schwimmer        |                           |
| Glória         | Jada Pinkett Smith          | Jada Pinkett Smith Willow Smith (criança)                  | Jada Pinkett Smith     | Cameo silencioso                                 | Jada Pinkett Smith     |                           |
| Julien         | Sacha Baron Cohen           | Sacha Baron Cohen                                          | Sacha Baron Cohen      |                                                  | Danny Jacobs           | Danny Jacobs              |
| Capitão        | Tom McGrath                 | Tom McGrath                                                | Tom McGrath            | Tom McGrath                                      | Tom McGrath            | Tom McGrath               |
| Kowalski       | Chris Miller                | Chris Miller                                               | Chris Miller           | Chris Miller                                     | Chris Miller           | Jeff Bennett              |
| Rico           | John DiMaggio               | John DiMaggio                                              | John DiMaggio          | John DiMaggio                                    | Sem linhas             | John DiMaggio             |
| Recruta        | Christopher Knights         | Christopher Knights                                        | Christopher Knights    | Christopher Knights                              | Christopher Knights    | James Patrick Stuart      |
| Maurice        | Cedric the Entertainer      | Cedric the Entertainer                                     | Cedric the Entertainer |                                                  | Cedric the Entertainer | Kevin Michael Richardson  |
| Mork           | Andy Richter                | Andy Richter                                               | Andy Richter           |                                                  | Andy Richter           | Andy Richter              |
| Mason          | Conrad Vernon               | Conrad Vernon                                              | Conrad Vernon          | Cameo silencioso                                 |                        | Conrad Vernon             |
| Phil           | Personagem mudo             | Personagem mudo                                            | Personagem mudo        | Cameo silencioso                                 |                        | Personagem mudo           |
| Velhinha       | Elisa Gabrielli             | Elisa Gabrielli                                            |                        | Elisa Gabrielli                                  |                        | Apenas mencionado         |
| Ted            |                             |                                                            |                        | Bill Fagerbakke                                  |                        | Camera silenciosa         |
| Burt           |                             |                                                            |                        | Camera silenciosa                                |                        | John DiMaggio             |
| Santa Claus    |                             |                                                            |                        |                                                  | Carl Reiner            | Carl Reiner               |
| Foosa          | Fred Tatasciore Tom McGrath |                                                            |                        |                                                  |                        |                           |
| Zuba           |                             | Bernie Mac                                                 |                        |                                                  |                        |                           |
| Florrie        |                             | Sherri Shepherd                                            |                        |                                                  |                        |                           |
| Makunga        |                             | Alec Baldwin                                               |                        |                                                  |                        |                           |
| Moto Moto      |                             | will.i.am                                                  |                        |                                                  |                        |                           |
| Chantel DuBois |                             |                                                            | Frances McDormand      |                                                  |                        |                           |
| Vitaly         |                             |                                                            | Bryan Cranston         |                                                  |                        |                           |
| Stefano        |                             |                                                            | Martin Short           |                                                  |                        |                           |
| Gia            |                             |                                                            | Jessica Chastain       |                                                  |                        |                           |
| Mr. Chew       |                             |                                                            |                        | Frank Welker                                     |                        |                           |
| Cupid          |                             |                                                            |                        |                                                  | Nina Dobrev            |                           |
| Marlene        |                             |                                                            |                        |                                                  |                        | Nicole Sullivan           |
| Alice          |                             |                                                            |                        |                                                  |                        | Mary Scheer               |

## Lançamento

### Desempenho nas bilheterias
| Filmes       | Data de lançamento    | Receita        | Receita      | Receita      | Posição                | Posição                              | Orçamento    | Referencias   |
| Filmes       | Data de lançamento    | Estados Unidos | Estrangeiro  | Todo o mundo | Todo o tempo doméstico | Durante todo o tempo em todo o mundo | Orçamento    | Referencias   |
| ------------ | --------------------- | -------------- | ------------ | ------------ | ---------------------- | ------------------------------------ | ------------ | ------------- |
| Madagascar   | 27 de maio de 2005    | $193,595,521   | $339,085,150 | $532,680,671 | #136                   | #96                                  | $75,000,000  | [ 11 ] [ 12 ] |
| Madagascar 2 | 7 de novembro de 2008 | $180,010,950   | $423,889,404 | $603,900,354 | #160                   | #74                                  | $150,000,000 | [ 13 ]        |
| Madagascar 3 | 8 de junho de 2012    | $216,391,482   | $525,718,769 | $742,110,251 | #108                   | #49                                  | $145,000,000 | [ 14 ]        |
| Total        | Total                 | $589997953     | $1288693323  | $1878691276  | #25                    | #18                                  | $370,000,000 | [ 15 ] [ 16 ] |

### Recepção crítica
| Filmes                             | Rotten Tomatoes      | Rotten Tomatoes     | Metacritic         |
| Filmes                             | Global               | Top crítico         | Metacritic         |
| ---------------------------------- | -------------------- | ------------------- | ------------------ |
| Madagascar                         | 55% (185 avaliações) | 38% (37 avaliações) | 57 (36 avaliações) |
| Madagascar: Escape 2 Africa        | 64% (150 avaliações) | 60% (30 avaliações) | 61 (25 avaliações) |
| Madagascar 3: Europe's Most Wanted | 78% (122 avaliações) | 58% (26 avaliações) | 60 (26 avaliações) |
| Média das avaliações               | 66%                  | 52%                 | 59%                |

## Jogos electrónicos
- Madagascar
- Madagascar: Operation Penguin
- Madagascar: Escape 2 Africa
- Madagascar Kartz
- The Penguins of Madagascar
- The Penguins of Madagascar: Dr. Blowhole Returns – Again!
- Super Star Kartz
- Madagascar 3: Europe's Most Wanted
- Madagascar Online
- Madagascar Preschool Surf ‘n Slide

## Shows ao vivo

### Madagascar Live!
Madagascar Live! foi o espectáculo de teatro de 90 minutos baseado no filme Madagascar. Foi dirigido por Gip Hoppe como a produção do estúdio segunda etapa após Shrek the Musical. A turnê começou em 25 de março de 2011, em Memphis, e era esperado para visitar mais de 70 cidades dos Estados Unidos. Depois do último show, em Nova York, em 24 de abril de 2011, Madagascar Live! foi cancelado, citando "circunstâncias imprevistas" como a razão.

### Madagascar Live! Prepare to Party
Madagascar Live! Prepare to Party é um show ao vivo de 20 minutos com Alex, Rei Julien, Gloria, Mort e os pinguins já que cada um apresenta os seus jogos de partido especiais ao dançar e cantar. O show abriu em 2012, em uma área da África no Reino Unido parque temático Chessington World of Adventures Resort, e na DreamWorks Experience no parque temático Dreamworld australiano.

## Cronologia
Ordem da franquia Madagáscar:
1. Madagascar (2005)
2. The Madagascar Penguins in a Christmas Caper (2005)
3. Merry Madagascar (2009)
4. Madagascar: Escape 2 Africa (2008)
5. Madly Madagascar (2013)
6. Madagascar 3: Europe's Most Wanted (2012)

The Penguins of Madagascar (2008-2013) não tem lugar na continuidade da franquia.